# Anthony Mancini
Anthony Mancini KGOHS (* 27. November 1945 in Mignano Monte Lungo) ist ein kanadischer Geistlicher und emeritierter römisch-katholischer Erzbischof von Halifax-Yarmouth.

## Leben
Anthony Mancini empfing am 23. Mai 1970 die Priesterweihe.
Papst Johannes Paul II. ernannte ihn am 18. Februar 1999 zum Weihbischof in Montréal und zum Titularbischof von Natchitoches. Der Erzbischof von Montréal, Jean-Claude Kardinal Turcotte, spendete ihm am 25. März desselben Jahres die Bischofsweihe; Mitkonsekratoren waren die Weihbischöfe in Montréal Jude Saint-Antoine und André Rivest.
Am 18. Oktober 2007 wurde er zum Erzbischof von Halifax und Apostolischen Administrator von Yarmouth ernannt und am 29. November desselben Jahres in das Amt als Erzbischof von Halifax eingeführt. Vom 26. September bis 21. November 2009 war er während der Sedisvakanz Apostolischer Administrator von Antigonish. Benedikt XVI. ernannte ihn nach der Verschmelzung der Diözesen am 7. Dezember 2011 zum Erzbischof von Halifax-Yarmouth.
Am 27. November 2020 nahm Papst Franziskus das von Anthony Mancini aus Altersgründen vorgebrachte Rücktrittsgesuch an.